# Isoglossa dispersa
Espèce
Statut de conservation UICN

 VU B2ab(iii) : Vulnérable
Isoglossa dispersa I.Darbyshire & L.Pearce est une espèce de plantes à fleurs de la famille des Acanthaceae et du genre Isoglossa, présente en Afrique tropicale.

## Description
C'est une herbe géante pouvant atteindre 2,50 m de hauteur.

## Distribution
Relativement rare, elle est présente principalement au Cameroun (quatre sites au Nord-Ouest et à l'Ouest), en Guinée (deux sites) et en Sierra Leone (deux sites).